# Nam-myeon, Taean-gun
Nam-myeon (koreanska: 남면) är en socken i  kommunen Taean-gun i provinsen Södra Chungcheong i den västra delen av Sydkorea, 120 km sydväst om huvudstaden Seoul.